# Marano Marchesato
Marano Marchesato è un comune italiano di 3 345 abitanti della provincia di Cosenza in Calabria. È posto sulle colline prospicienti la città di Cosenza, sul versante centrorientale dell'Appennino calabro.

## Storia
Sull'origine di Marano Marchesato non si hanno notizie certe né l'archeologia ha dato una risposta al riguardo. Il nome, a giudizio di qualcuno, deriverebbe dalla famiglia Marano che nel corso del medioevo diede asilo ad alcuni cittadini di Cosenza i quali, per sfuggire alle incursioni delle masnade saracene del vicino emirato di Amantea, si sparsero per le campagne e le colline adiacenti all'antica metropoli brettia, trovando asilo in questo territorio (Fagiani 1936:31).
Secondo un'altra ipotesi il nome sarebbe derivato da "marrani", aggettivo con cui gli arabi indicavano i miscredenti (dall'arabo mahran, "cosa proibita").
A prescindere dall'origine del nome, l'ipotesi più accreditata sulla nascita della comunità locale è quella che fa risalire la sua formazione all'indomani del terremoto del 27 marzo 1638 che nella provincia di Cosenza provocò il decesso di quasi diecimila persone, come accertò il consigliere Ettore Capelcelato (Anelli-Savaglio 1989:136),
Tra gli abitanti, i vicini paesi di Rende Castelfranco subirono gravissimi danni e alcuni dei loro abitanti trovarono rifugio nelle campagne adiacenti a Marano, dove possedevano delle proprietà (Fonte 1980:121, Bilotto 1988:82).
Col tempo, le famiglie aumentarono e incominciarono a edificare delle case per soggiornarvi con più sicurezza, determinando la nascita di un nuovo agglomerato, il cui controllo originò un'aspra contesa tra i principi di Sersale di Castelfranco e i marchesi Alarcón y Mendoza di Rende (Savaglio 1996: 4).
La disputa si protrasse per diversi anni e nel 1684 il tribunale del Consiglio Collaterale di Napoli vi mandò un regio Tabulario col compito di accomodare la questione. Dopo questa fase una parte del borgo, quella sud-occidentale fu assegnata ai Sersale, e le restanti contrade poste agli Alarcón y Mendoza.
Marano Marchesato divenne quindi casale di Rende e ne seguì le vicende politiche e sociali fino al 1806, anno dell'eversione feudale (Savaglio 2002: 157).

## Società

### Evoluzione demografica
Abitanti censiti

## Infrastrutture e trasporti
Il comune è interessato dalle seguenti direttrici stradali:

## Amministrazione
Dal 27 maggio 2013 il Sindaco di Marano Marchesato è Eduardo Vivacqua, eletto con la lista civica "Insieme".

## Centri abitati
Il centro si articola in un nucleo principale e in quattro frazioni fra di esse contigue: Perri a 593 metri s.l.m., Piano a 550 metri s.l.m., Carmine a 526 metri s.l.m. e, leggermente più staccata e convergente verso il fondovalle, Malvitani a 356 metri di altitudine.

## Sport

### Calcio
Marano Marchesato è rappresentato nel calcio dilettantistico dall'Unione Sportiva Marano, squadra di calcio nata nel 2015 e affiliata alla FIGC. La stessa società nasce con l'intento di unire le due comunità di Marano Marchesato e del limotrofo Marano Principato. La sede è in via Curcio a Marano Marchesato.
Le gare interne si svolgono presso il Campo Sportivo “Vincenzo Tenuta” di Marano Principato. Gli allenamenti si svolgono nell'impianto sportivo di Calcio a 11 di Contrada Malvitani a Marano Marchesato.
La scuola calcio svolge la sua attività presso l'impianto sportivo di calcio a 5 di via Donnu Saveru a Marano Marchesato.
Nella stagione sportiva 2015/2016, la prima della sua storia, la prima squadra ha preso parte al campionato provinciale di terza categoria - delegazione di Cosenza.
Dalla stagione sportiva 2020/2021 l’US MARANO milita nel Campionato Regionale di Prima Categoria Calabrese.